# 艾哈迈德·穆赫塔尔帕夏
艾哈迈德·穆赫塔尔帕夏（1839年11月1日—1919年1月21日），是奥斯曼帝国陆军元帅，曾在克里米亚战争和俄土战争期间服役。1912年7月22日，艾哈迈德·穆赫塔尔帕夏被任命为大维齐尔，随着巴尔干战争爆发后奥斯曼军队战事不利，他于10月29日宣布内阁总辞。